# Jim Capobianco
Pour les articles homonymes, voir Capobianco.
Jim Capobianco, né le 10 mai 1969 à Saddle Brook (États-Unis), est un scénariste, storyboardeur, réalisateur et acteur américain travaillant pour Walt Disney Pictures puis pour les studios d'animation Pixar.

## Filmographie

### Réalisateur
- 2007 : Notre ami le rat
- 2009 : Leonardo (court-métrage)
- 2023 : Léo, la fabuleuse histoire de Léonard de Vinci : réalisateur avec Pierre-Luc Granjon.

### Scénariste
- 1994 : Le Roi lion : coscénariste avec Joe Ranft, Chris Sanders, Gary Trousdale, Brenda Chapman, Irene Mecchi et Linda Woolverton
- 1996 : Le Bossu de Notre-Dame coscénariste avec Paul Brizzi, Gaëtan Brizzi, Irene Mecchi, Brenda Chapman, Burny Mattinson et Tab Murphy
- 2000 : Fantasia 2000 : coscénariste du segment Concerto pour Piano n°2 d’après le conte d’Hans Christian Andersen Le Stoïque Soldat de plomb
- 2007 : Notre ami le rat scénario d’après une histoire originale de Jeff Pidgeon et Alexander Woo
- 2007 : Ratatouille : co-scénariste avec Jan Pinkava et Brad Bird
- 2007 : Notre ami le rat
- 2008 : Paper or Plastic ? (documentaire) responsable de l’histoire
- 2009 : Leonardo (court-métrage)
- 2023 : Léo, la fabuleuse histoire de Léonard de Vinci, réalisateur animation 2D

### Animateur
- 2008 : Paper or Plastic ? (documentaire) chef de l’animation
- 2018 : Le Retour de Mary Poppins : supervision de l’animation du film avec Chris Sauve
- 2021 : Bob’s Burgers, le film animateur superviseur